# 安陸市
安陸市（あんりく-し）は中華人民共和国湖北省孝感市に位置する県級市。

## 地理
安陸市湖北省中部、江漢平原と大洪山・桐柏山の交差する丘陵地帯に位置し、北高南低の地勢である。

## 行政区画
- 街道:府城街道、南城街道
- 鎮:趙棚鎮、李店鎮、巡店鎮、棠棣鎮、雷公鎮、王義貞鎮、煙店鎮、孛畈鎮、洑水鎮
- 郷:陳店郷、辛榨郷、木梓郷、接官郷

## 出身者
- 陳宧 - 清末・中華民国の軍人。袁世凱の腹心で、参謀本部次長（参謀総長代理）、四川将軍などを歴任した。